# Crossopsora bixae
Crossopsora bixae är en svampart som beskrevs av Buriticá 1978. Crossopsora bixae ingår i släktet Crossopsora och familjen Phakopsoraceae.   Inga underarter finns listade i Catalogue of Life.